# Durare
Durare è un singolo della cantante italiana Laura Pausini, pubblicato il 15 settembre 2023 come terzo estratto dal quattordicesimo album in studio Anime parallele..

## Descrizione
Il testo è stato scritto da Laura Pausini, Edwyn Roberts e Paolo Antonacci, la musica da Edwyn Roberts e Paolo Antonacci
La canzone è stata adattata e tradotta in lingua spagnola dalla cantante con il titolo Durar ed estratto come secondo singolo in Spagna e in America Latina ed inserita nell'album Almas paralelas.
 

La cantante ha raccontato il significato del brano:

## Promozione
Laura Pausini ha eseguito il brano dal vivo per la prima volta il 15 settembre 2023, durante la prima puntata del TIM Music Awards 2023 dall'Arena di Verona, in diretta su Rai Uno, dopo aver ritirato due premi: "Premio Speciale per l'artista più ascoltato al mondo" su Spotify e "Premio TIM – Laura Pausini" per i 30 anni di carriera. Il 17 settembre, a chiusura della seconda puntata del TIM Music Awards 2023, viene mandato in onda in prima visione il backstage del videoclip ufficiale.

## Video musicale
Il videoclip (in lingua italiana e in lingua spagnola), diretto da YouNuts! (Antonio Usbergo & Niccolò Celaia) e Edoardo Palma per Maestro (produttore esecutivo: Antonio Giampaolo; direttore di fotografia: Edoardo Bolli; montatore film: Gianluca Conca), è stato girato in Svezia.
È stato reso disponibile il 22 settembre 2023 attraverso il canale YouTube della cantante, nella versione italiana e nella versione spagnola.

## Accoglienza
Alessandro Alicandri di TV Sorrisi e Canzoni definisce il brano «una ballad romantica in un senso classico ma con un sapore inedito» in cui i produttori e autori si «uniscono alla maniera congeniale per l’artista», la quale canta «un tema prezioso: l’eccezionalità di un rapporto che permane nel tempo».
Mattia Marzi di Rockol scrive che Pausini «non insegue le mode» proponendo «una bella ballata, semplice, essenziale». Marzi nota nel testo similitudini al cantautorato di Ivano Fossati, sottolineando inoltre che la presenza di Michelangelo nella produzione conferisce «un suono un po' più contemporaneo al pezzo».
Fabio Fiume di All Music Italia assegna al brano un punteggio di 7 su 10, apprezzando l'interpretazione della cantante, che avviene «in maniera misurata, dando il giusto peso alle parole» definendo la produzione «ispirata e giusta».

## Tracce
Download digitale
1. Durare – 3:19 (testo: Laura Pausini, Edwyn Roberts, Paolo Antonacci – musica: Edwyn Roberts, Paolo Antonacci)

Download digitale – versione spagnola
1. Durar – 3:19 (testo: Laura Pausini, Edwyn Roberts, Paolo Antonacci; adatt. spagnolo: Laura Pausini – musica: Edwyn Roberts, Paolo Antonacci)

CD Single Promo Edition
1. Durare – 3:19 (testo: Laura Pausini, Edwyn Roberts, Paolo Antonacci – musica: Edwyn Roberts, Paolo Antonacci)

1. Durar – 3:19 (testo: Laura Pausini, Edwyn Roberts, Paolo Antonacci;
adatt. spagnolo: Laura Pausini – musica: Edwyn Roberts, Paolo Antonacci)

1. Durar (Uma vida com você) (feat. Tiago Iorc) – 3:19 (testo: Laura Pausini, Edwyn Roberts, Paolo Antonacci; adatt. portoghese: Laura Pausini – musica: Edwyn Roberts, Paolo Antonacci)

1. Instrumental – 3:19 (testo: Laura Pausini, Edwyn Roberts, Paolo Antonacci – musica: Edwyn Roberts, Paolo Antonacci)

## Classifiche
| Classifica (2023)               | Posizione massima |
| ------------------------------- | ----------------- |
| Italia                          | 71                |
| Stati Uniti (Latin Pop Airplay) | 23                |

## Colonna sonora
Nel 2023, Durare è impiegata come colonna sonora de I leoni di Sicilia, serie originale italiana Disney+. Durar è invece impiegata nell'adattamento spagnolo della serie. La cantautrice ha dichiarato:

## Durar (uma vida com você)
Il 28 settembre 2023 è stata pubblicata per il download digitale e per le radio brasiliane una versione in lingua portoghese (con alcune parti in lingua italiana) del brano, intitolata Durar (Uma vida com você) ed estratta come singolo nell'edizione brasiliana di Anime parallele.
Tale versione presenta  la partecipazione vocale del cantautore brasiliano Tiago Iorc. Il testo è addatto dallo stesso Iorc. Il 4 novembre viene inoltre rilasciata sulle piattaforme digitali la versione acustica del brano. 

La cantante ha raccontato la scelta di collaborare con lui:

### Video musicale
Il video, diretto da YouNuts! (Antonio Usbergo & Niccolò Celaia) e Edoardo Palma per Maestro (produttore esecutivo: Antonio Giampaolo; direttore di fotografia: Edoardo Bolli; montatore film: Lorenzo Catapano), è stato girato in Svezia ed è stato reso disponibile il 28 settembre 2023 attraverso il canale YouTube della cantante italiana.
La cantante ha chiesto a Tiago di raggiungerla in Svezia, dove ha girato il videoclip anche della versione italiana e spagnola del brano, e lo ha ringraziato con queste parole:
Il 5 novembre 2023 è stato reso disponibile anche il videoclip della versione acustica del brano, attraverso il canale YouTube di Laura Pausini.

### Tracce
Download digitale
1. Durar (Uma vida com você) (feat. Tiago Iorc) – 3:50 (testo: Laura Pausini, Edwyn Roberts, Paolo Antonacci; adatt. portoghese: Laura Pausini – musica: Edwyn Roberts, Paolo Antonacci)

Download digitale
1. Durar (Uma vida com você) (feat. Tiago Iorc) – 3:50 (testo: Laura Pausini, Edwyn Roberts, Paolo Antonacci; adatt. portoghese: Laura Pausini – musica: Edwyn Roberts, Paolo Antonacci) – Acoustic Version